# Белег
Белегът е новообразувана съединителна тъкан, която замества нормалната кожна структура в мястото на нараняването. Най-често се получава след прекарано кожно заболяване или при нараняване на кожата, при което са засегнати епидермисът и дермисът. При подобно увреждане раните зарастват вторично и се образува белег. Видът и дълбочината на нараняването определят големината на белега, а давността му – неговия цвят. В началото белезите са розови или червени, но с времето избледняват до бяло. Тъканта, изграждаща белега, е богата на кръвоносни съдове и нерви, поради което белезите обикновено са по-болезнени или с по-малка чувствителност от останалата част от кожата. И може да ги има години наред.

## Видове белези
Белезите се разделят на три основни вида:
- Атрофични – образуват се на нивото на кожата. Появяват се след акне, изгаряне или измръзване.
- Хипертрофични – образуват се над мястото на нараняването и са с червен цвят.
- Келоиди – представляват туморовидно разрастване на тъканта над нивото на кожата и извън мястото на самото нараняване.